# Sportyvnyj Klub Poltava
Lo Sportyvnyj Klub Poltava (in ucraino Спортивний клуб Полтава?, meglio noto come SC Poltava, è una società calcistica ucraina con sede nella città di Poltava. Milita nella Prem"jer-liha, la seconda serie del campionato ucraino di calcio.

## Storia
Fondato nel 2011 da Volodymyr Sysenko (ex calciatore del Vorskla nonché giornalista), il club ha giocato fino al 2014 nella divisione regionale dell'Oblast' di Poltava. Proprio nel 2014, vince la propria divisione regionale, ma cessa ogni attività agonistica per mancanza di fondi.
Nel 2019, il club viene rifondato e affidato alla presidenza di Serhij Ivaščenko. A partire dal 2020, il club prende parte al Campionato Amatoriale Ucraino, ottendendo subito lo status di club professionistico e guadagnando subito l'accesso alla Druha Liha. Al termine della sua prima stagione professionistica (terminata anzitempo a causa del conflitto russo-ucraino), nel 2022, viene ammesso per completamento organici alla Perša Liha. Le prime due stagioni in serie cadetta, vedono l'SC Poltava ottenere un tranquilla salvezza. Alla sua terza stagione, il club si piazza al secondo posto in campionato, ottenendo la promozione diretta in Prem"jer-liha.

## Palmarès

### Altri piazzamenti
- Perša Liha:

Secondo posto: 2024-2025